# Kevin Daley
Kevin Alex Daley Hewitt (Panama, 7 ottobre 1976) è un ex cestista panamense.

## Carriera
Con Panama ha disputato i Campionati americani del 1999 e i Campionati mondiali del 2006.